# Киро Гаврилоски
Киро Гаврилоски (Прилеп, 22. фебруар 1918 — Прилеп, 9. мај 1944) био је учесник Народноослободилачке борбе и народни херој Југославије.

## Биографија
Рођен је 22. фебруара 1918. године у Прилепу, у печалбарској породици. После завршетка четвртог разреда гимназије, постао је трговачки помоћник. Често је путовао у Загреб и Београд. Рано се укључио у раднички покрет у Прилепу. Пошто је упознао социјалистички оријентисане људе у Београду и Загребу, почео је да доноси илегални материјал у Прилеп. Активно је учествовао у свим акцијама и демонстрацијама против режима. Због тога је прогањан и хапшен.
Као утицајан човек у граду и Члан одбора „Црвене помоћи“, био је учесник у прикупљању „Народне помоћи“ и са својом породицом нарочито је допринео овој активности. Активно је учествовао у формирању нових партијских организација северно од Прилепа, нарочито у околини Македонског Брода.
Одмах после окупације 1941. године, због свог ангажовања у припремама за оружани устанак, примљен је у чланство Комунистичке партије Југославије. Припадници бугарске окупационе власти су га неколико пута хапсили и злостављали. 1942. године повлачи се у илегалност и постаје члан Месног комитета КПЈ у Прилепу. Одржавао је везе с партизанским одредом „Димитар Влахов“ и био активан у селима Дреновци, Горно Село и Дабница. У последњем тренутку избегао је масакр код Дабнице у септембру 1942. године. Извесно време радио је и с партијском техником.
Године 1943. постао је члан Другог обласног комитета за Битољ. Приликом првог ослобођења Кичева, септембра 1943. године, постао је секретар Среског комитета у Кичеву. У зиму 1944. године враћа се на прилепски терен као члан Обласног комитета Битоља. Када се налазио у Прилепу, помагао је Месном комитету на масовном упућивању нових бораца у бригаде. Почетком пролећа 1945. године, Киро је заједно са секретаром Среског комитета Прилепа, Круметом Волнаровским, посвећивао посебну пажњу формирању Народноослободилачких одбора у срезу.
Након почетка припрема за сазив Првог заседања АСНОМ-а, Киро и Круме често су сарађивали заједно. После једног састанка у Прилепу открила их је бугарска полиција и опколила јаким снагама. Након што су потрошили муницију, полиција је запалила кућу у којој је Киро извршио самоубиство, а његово тело је изгорело. Круме је убијен 9. маја 1944. године.
Указом председника Федеративне Народне Републике Југославије Јосипа Броза Тита, 11. октобра 1953. године, проглашен је за народног хероја.